# Saint-Remy-en-l'Eau
Saint-Rémy-en-l'Eau és un municipi francès, situat al departament de l'Oise i a la regió dels Alts de França. L'any 1999 tenia 370 habitants.
Es troba just al costat de Saint-Just-en-Chaussée. Limita amb la comuna de Valescourt.
Forma part del cantó de Saint-Just-en-Chaussée, que al seu torn forma part de l'arrondissement de Clermont. L'alcalde de la ciutat és Boris Gogny-Goubert (2001-2008).
El 1730, Charles Claude Flahaut de La Billarderie va néixer a Saint-Rémy-en-l'Eau.